# Высшие должности государства (Великобритания)
Высшие должности государства являются высшими ведомствами в правительстве Великобритании . Это премьер-министр, канцлер казначейства, министр иностранных дел и министр внутренних дел    или, альтернативно, три из этих должностей, за исключением премьер-министра.  

## История
Высшие должности государства происходят от самых высоких должностей в королевском дворе — высших сановников государства. Со временем они стали наследственными и почетными титулами, а основные обязанности сановников перешли к лицам, назначаемым от имени Короны.  Джеймс Каллаган — первый и на сегодняшний день единственный человек, занимавший все четыре должности. 
В кабинете Лиз Трасс, сформированном 6 сентября 2022 года, впервые в британской политической истории не было белых мужчин, занимающих высшие должности государства.    Так оставалось всего 38 дней до назначения Джереми Ханта канцлером казначейства 14 октября 2022 года, сменившего Кваси Квартенга, который был первым чернокожим канцлером.  Пять дней спустя, 19 октября 2022 года, Грант Шэппс был назначен министром внутренних дел, заменив Суэллу Браверман . 